# Manoir de Trébrat
Le manoir de Trébrat est situé à Saint-Avé en France.

## Localisation
Le manoir est situé sur le territoire de la commune de Saint-Avé, au lieu-dit Trébrat, dans le département du Morbihan en région Bretagne.

## Description
Le manoir date des XVIe et XVIIe siècles, portail en moellon. Le logis ouest est en enduit, toiture à longs pans brisés, pignon couvert, cave, comble à surcroît. Le logis nord enduit, toit à longs pans à pignon couvert à l'ouest, pignon découvert à l'est, comble à surcroît. Le logis sud est en moellon, toit à longs pans, pignon couvert, comble à surcroît. Le logis moderne est en enduit, encadrement et décor granite et brique, couvert en tuile, toit à pignon couvert à l'est, à croupe au nord et au sud, cave, un étage carré à l'est, surmonté d'un étage en surcroît à l'ouest. La chapelle enduite, à un vaisseau, toit à longs pans à croupes couverte en ardoises. Le puits est en pierre de taille. Escalier dans-œuvre : escalier tournant à retours sans jour en charpente.

## Historique
Le manoir est attesté dès 1448 appartenant à Thomas Le Tarbuguel, en 1514 à Jean Rolland et Jeanne Bonnier ; portail d'entrée, puits du XVIe siècle ou XVIIe siècle, le logis ouest date peut-être du XVIe siècle, très remanié au XVIIIe siècle, la partie sud est en ruine après 1844, le logis nord date du XVIIIe siècle, restauration au XXe siècle : création de lucarnes au nord ; partie étable en alignement du logis nord XVIIe siècle, logis sud peut-être du XVIIIe siècle, tour d'escalier desservant un étage disparu, détruite en 1945 ; construction d'un nouveau logis à l'extérieur de l'enceinte vers 1900 sur des plans de Joseph Caubert de Cléry. La chapelle date du XVIIe siècle.
Il est inscrit à l'inventaire général du patrimoine culturel.